# Viktoria Yarchevska
Viktoria Yarchevska (en ucraniano: Вікторія Ярчевська; 29 de abril de 2005) es una deportista española de origen ucraniano que compite en piragüismo en la modalidad de aguas tranquilas.
Ganó una medalla de bronce en el Campeonato Mundial de Piragüismo de 2024 y tres medallas en el Campeonato Europeo de Piragüismo de 2025.

## Palmarés internacional
| Campeonato Mundial | Campeonato Mundial       | Campeonato Mundial | Campeonato Mundial |
| Año                | Lugar                    | Medalla            | Competición        |
| ------------------ | ------------------------ | ------------------ | ------------------ |
| 2024               | Samarcanda (Uzbekistán)  | Medalla de bronce  | C4 500 m mixto     |
| Campeonato Europeo |                          |                    |                    |
| Año                | Lugar                    | Medalla            | Competición        |
| 2025               | Račice (República Checa) | Medalla de oro     | C2 200 m           |
| 2025               | Račice (República Checa) | Medalla de oro     | C2 500 m           |
| 2025               | Račice (República Checa) | Medalla de bronce  | C1 200 m           |